# Restschuldbefreiung
Die Restschuldbefreiung ist eine in den Rechtsordnungen vieler Länder vorgesehene Möglichkeit, Schuldner nach einigen Jahren von Schulden befreien zu lassen, die von diesen nicht bezahlt werden können.
Die EU-Restrukturierungsrichtlinie sieht für die Entschuldung von Unternehmern eine Höchstdauer von 3 Jahren vor. Die EU-Mitgliedsstaaten mussten entsprechende Regelungen bis Juli 2021 umsetzen.

## Deutschland
Die Restschuldbefreiung ist seit Inkrafttreten der Insolvenzordnung am 1. Januar 1999 ein Instrument des deutschen Insolvenzrechts. Sie ermöglicht verschuldeten natürlichen Personen auf Antrag, nach einer Wohlverhaltensphase schuldenfrei zu werden. Die Restschuldbefreiung ist im gleichnamigen neunten Teil der Insolvenzordnung (§§ 286 ff. InsO) geregelt. Für juristische Personen gibt es nach deutschem Recht keine Restschuldbefreiung. Allerdings kann eine ähnliche Rechtswirkung bei juristischen Personen durch einen Insolvenzplan herbeigeführt werden, in dem eine regelmäßig teilweise Bedienung der Verbindlichkeiten und der Erlass von Schulden im Übrigen vorgesehen wird. Eine juristische Person, die kein Vermögen mehr besitzt, ist eine Gefahr für den Rechtsverkehr. Sie wird nach § 394 FamFG von Amts wegen gelöscht. Dies kann sowohl nach der Durchführung eines Insolvenzverfahrens und einer vollständigen Verteilung etwaigen Vermögens an die Gläubiger als auch ohne ein Insolvenzverfahren erfolgen, etwa wenn bereits feststeht, dass die Gesellschaft vermögenslos ist. Mit Erlöschen des Schuldners erlischt auch die Schuld. Trotz Erlöschens der Schuld bleiben aber Sicherheiten wie Bürgschaften gegen Dritte fortbestehen, auch wenn sie zivilrechtlich an das Bestehen der Schuld geknüpft sind (sog. Akzessorietät). Nach der höchstrichterlichen Rechtsprechung würde es dem Sinn und Zweck der Bürgschaft widersprechen, wenn ausgerechnet der Fortfall des Schuldners durch seine Vermögenslosigkeit den Wegfall der Bürgschaftsverbindlichkeit nach sich zöge.

### Bedeutung
Bei Zahlungsunfähigkeit des Schuldners können trotz Verwertung seines Vermögens die Verbindlichkeiten meist nur zum Teil, und zwar in Höhe der sogenannten Insolvenzquote, erfüllt werden. Die frühere Konkursordnung war geprägt vom Grundsatz der unbeschränkten Nachforderung. Soweit die Forderungen im Insolvenzverfahren nicht erfüllt worden waren, konnten sie nach Abschluss des Verfahrens weiter durchgesetzt werden (vgl. Einzelzwangsvollstreckung). Der Schuldner war bis Ablauf der 30-jährigen Verjährungsfrist den Ansprüchen seiner Gläubiger und entsprechenden Vollstreckungsmaßnahmen bis zur Pfändungsfreigrenze ausgesetzt. Dieser Zustand wurde im Rechtssystem der Bundesrepublik Deutschland nicht nur für den Schuldner, dessen Leben ohne Perspektive oder Hoffnung auf Besserung war, als inakzeptabel erachtet. Kritik dazu meldete unter anderem 1986 der damalige Bundesjustizminister Hans A. Engelhard an. Mangels Anreiz zu gesteigerter Erwerbstätigkeit des Schuldners bestand auch für die Gläubiger wenig Aussicht, die verbliebenen Forderungen noch durchsetzen zu können.
Der redliche Schuldner soll nun die Chance eines Neuanfangs haben. In Kombination mit der nachträglich eingeführten Möglichkeit der Stundung der Verfahrenskosten (§ 4a InsO) des vorherigen Insolvenzverfahrens wurde die Restschuldbefreiung auch für die große Zahl der Schuldner interessant, deren Vermögen nicht einmal mehr die Verfahrenskosten decken würde. Dabei kann die Stundung der Verfahrenskosten selbst dann gewährt werden, wenn die Vermögenslosigkeit schuldhaft herbeigeführt wurde.
Während des Restschuldbefreiungsverfahrens (auch Restschuldbefreiungsphase oder Wohlverhaltensperiode genannt) hat der Schuldner die Obliegenheiten des § 295 InsO zu erfüllen. Ein Verstoß gegen diese kann nach Maßgabe des § 296 InsO zur Versagung der Restschuldbefreiung führen. Voraussetzung ist hierfür, dass dies von einem Insolvenzgläubiger beantragt wird und durch die Obliegenheitsverletzung des Schuldners die Befriedigung der Insolvenzgläubiger beeinträchtigt wird.

### Verfahren
Die Restschuldbefreiung kann im Rahmen eines Regelinsolvenzverfahrens erfolgen; häufiger ist es aber das vereinfachte Verbraucherinsolvenzverfahren, das gerade mit dem Ziel der anschließenden Restschuldbefreiung durchgeführt wird.

#### Einleitung
Das Verfahren beginnt mit dem Antrag des Schuldners, Restschuldbefreiung zu gewähren. Der Antrag soll zusammen mit dem Insolvenzantrag gestellt werden, § 287 InsO. Dabei wird ein Eigenantrag stets vorausgesetzt. Über diesen Antrag entscheidet das Insolvenzgericht durch Beschluss, § 289 InsO. Es versagt auf Antrag eines Insolvenzgläubigers die Restschuldbefreiung insbesondere dann, wenn
- der Schuldner wegen einer Insolvenzstraftat (§§ 283 – 283c StGB) rechtskräftig verurteilt worden ist (vgl. Bankrott),
- der Schuldner in den letzten drei Jahren vor dem Antrag auf Eröffnung des Insolvenzverfahrens in bestimmten Zusammenhängen falsche Angaben gemacht hat,
- der Schuldner während des Insolvenzverfahrens Auskunfts- oder Mitwirkungspflichten verletzt hat.

Die Versagungsgründe sind in § 290 InsO abschließend aufgeführt. Liegen sie nicht vor, so stellt das Gericht fest, dass der Schuldner bei entsprechendem Verhalten Restschuldbefreiung erlangen wird. Gleichzeitig wird ein Treuhänder bestimmt, an den der Schuldner sein pfändbares Einkommen für die Zeit von drei Jahren nach Maßgabe der Abtretungserklärung (§ 287 Abs. 2 InsO) abtritt.
Sollten wirksame Lohn- und Gehaltsabtretungen vorliegen, so enden diese mit dem Tag der Insolvenzeröffnung, da das so genannte Bankenprivileg des § 114 InsO im Juli 2014 ersatzlos entfallen ist. Die Insolvenzgläubiger dürfen währenddessen nicht in das Schuldnervermögen vollstrecken (§ 294 Abs. 1 InsO).

#### Abtretungsfrist
Die Insolvenzordnung sieht eine Restschuldbefreiung nur für redliche Schuldner vor (§ 1 Satz 2 InsO). Seine Redlichkeit haben diese einerseits durch Abtretung des pfändbaren Teils seines Einkommens und andererseits durch Erfüllen bestimmter Obliegenheiten zu beweisen. Die Erklärung, das pfändbare Einkommen an einen Treuhänder abzutreten, gibt der Schuldner für drei Jahre (bei Insolvenzantrag nach dem 30. September 2020) ab Eröffnung des Insolvenzverfahrens ab. Bisher betrug der Zeitraum grundsätzlich sechs Jahre und konnte unter den unten genannten Voraussetzungen auf fünf oder drei Jahre verkürzt werden (§ 300 alte Fassung). Wurde aufgrund eines nach dem 30. September 2020 gestellten Insolvenzantrags Restschuldbefreiung gewährt, beträgt der Zeitraum bei einer künftigen Insolvenz fünf Jahre. Für Insolvenzanträge, die zwischen dem 17. Dezember 2019 und dem 30. September 2020 gestellt wurde, gilt eine Übergangsregelung.
Der Treuhänder wird vom Gericht bestimmt; sowohl der Schuldner als auch die Gläubiger sind jedoch vorschlagsberechtigt (§ 288 Satz 1 InsO). Die vom Schuldner zu erfüllenden Pflichten sind in § 287b und § 295 InsO geregelt. Diese legen fest, dass er
- während der gesamten Abtretungsfrist, genauer:
  - ab Beginn der Abtretungsfrist bis zur Beendigung des Insolvenzverfahrens (§ 287b), sowie
  - zwischen Beendigung des Insolvenzverfahrens und dem Ende der Abtretungsfrist (§ 295 Absatz 1 Nummer 1)
eine angemessene Erwerbstätigkeit oder selbständige Tätigkeit zu suchen, ggf. auszuüben und eine zumutbare Tätigkeit nicht abzulehnen hat, sowie
- in dem Zeitraum zwischen Beendigung des Insolvenzverfahrens und dem Ende der Abtretungsfrist Erbschaften zur Hälfte an den Treuhänder herauszugeben hat. Er hat einen Wohnsitzwechsel anzugeben sowie weder seine Bezüge zu verheimlichen noch sie anders als zur gleichmäßigen Gläubigerbefriedigung einzusetzen (§ 295 Absatz 1 Nummer 2 ff.).

Übt der Schuldner eine selbständige Tätigkeit aus, ist er nach § 295 Abs. 2 verpflichtet, die Insolvenzgläubiger durch Zahlungen an den Treuhänder so zu stellen, als wenn er ein angemessenes Dienstverhältnis eingegangen wäre. Hierbei ist nicht relevant, welchen Gewinn der Gewerbetreibende erzielt, sondern vielmehr, welches Einkommen er in einem unselbständigen Beschäftigungsverhältnis erzielen könnte. Als Maßstab hierfür wird die schulische wie berufliche Ausbildung, das Lebensalter sowie die berufliche Erfahrung herangezogen. Hieraus wird ein fiktives Nettoeinkommen gebildet, aus welchem der monatlich an den Treuhänder abzuführende Pfändungsbetrag ermittelt wird.

#### Erteilung der Restschuldbefreiung
Ist die o. g. Abtretungsfrist verstrichen, so entscheidet das Insolvenzgericht nach Anhörung der Insolvenzgläubiger, des Insolvenzverwalters, des Treuhänders und des Schuldners selbst durch Beschluss über die Erteilung der Restschuldbefreiung (§ 300 Abs. 1 InsO). Dabei kann das Gericht auch dann die Restschuldbefreiung erteilen, wenn die Kosten des Verfahrens noch nicht beglichen werden konnten.
Restschuldbefreiung kann jederzeit vor Ablauf der Abtretungsfrist erteilt werden, wenn die Verfahrenskosten beglichen und alle sonstigen Masseforderungen (§ 55 InsO) sowie alle Insolvenzforderungen befriedigt worden sind. Liegen diese Voraussetzungen vor, kann der Schuldner nur noch von den Forderungen der Gläubiger befreit werden, die nicht am Insolvenzverfahren teilgenommen hatten, da alle anderen Forderungen bereits beglichen sind.
Bei Insolvenzantragstellung vor dem 1. Oktober 2020 bestehen wegen der in diesen Fällen geltenden längeren Abtretungsfrist folgende weitere Möglichkeiten einer vorzeitigen Restschuldbefreiung:
- Restschuldbefreiung kann nach Verstreichen von drei Jahren der Abtretungsfrist erteilt werden, wenn die Verfahrenskosten vollständig und die Insolvenzforderungen zu 35 % befriedigt worden sind.
- Außerdem besteht die Möglichkeit, Restschuldbefreiung nach fünf Jahren zu erteilen, wenn die Verfahrenskosten beglichen wurden.

### Wirkung der Restschuldbefreiung
Die Wirkung der Restschuldbefreiung ist in § 301 InsO geregelt. Wichtig ist dabei vor allem, dass die Befreiung gegenüber allen Insolvenzgläubigern (also Gläubigern, deren Forderung zum Zeitpunkt der Eröffnung des Insolvenzverfahrens schon bestanden hat) gilt, also unabhängig von deren Teilnahme am Insolvenzverfahren.
Wird die Restschuldbefreiung erteilt, so erlöschen Forderungen gegen den Schuldner nicht; die Bezeichnung als Restschuldbefreiung ist also missverständlich. Der Schuldner kann jedoch den Insolvenzgläubigern gegenüber die Leistung verweigern. Die Forderungen werden so zu sogenannten unvollkommenen Verbindlichkeiten (Naturalobligationen), die zwar freiwillig erfüllt, aber nicht durchgesetzt werden können. Daraus ergeben sich unter anderem folgende Konsequenzen:
- Zahlungen, die der Schuldner an den Gläubiger geleistet hat, können nicht zurückverlangt werden (siehe § 301 Absatz 3 InsO). Dies gilt auch, wenn ein Dritter (zum Beispiel Arbeitgeber oder Rententräger) gezahlt hat. Dem Schuldner verbleibt dann nur ein Schadensersatzanspruch gegen den Dritten (Drittschuldner).
- Bürgschaften Dritter für den Schuldner bleiben bestehen: Die gesicherte Forderung existiert ja weiterhin (vgl. aber auch unten: Juristische Personen). Der Bürge kann aber nicht mehr Ersatz vom Schuldner verlangen.
- Die restschuldbefreite Verbindlichkeit kann durch Vereinbarung zwischen Gläubiger und Schuldner neu begründet oder durch Unterzeichnung eines konstitutiven Schuldanerkenntnisses erneut klagbar gemacht werden.
- Höchstrichterlich ist noch nicht geklärt, ob ein Gläubiger noch nach Erteilung der Restschuldbefreiung mit seinen Insolvenzforderungen weiter gegen Neuforderungen des Schuldners aufrechnen darf (zum Beispiel Rückforderungen nach dem SGB II bei gleichzeitigem Bezug von Leistungen nach dem SGB II, Aufrechnung des Finanzamtes gegen Steuererstattungsansprüche für Zeiträume nach der Erteilung der Restschuldbefreiung).[4] Aus einem Beschluss des Bundesfinanzhofs vom 7. Januar 2010 könnte sich – im Umkehrschluss – ergeben, dass, sobald der Schuldner von der Insolvenzforderung des Gläubigers durch § 301 InsO befreit ist, dessen Aufrechnungsmöglichkeiten entfallen.[5] Die Aufrechnung eines Erstattungsanspruchs mit einer Insolvenzforderung durch das Finanzamt ist auch dann möglich, wenn nach Abschluss des Insolvenzverfahrens die Restschuldbefreiung erteilt worden ist.[6] Das Finanzgericht hat sich hierbei der Rechtsprechung des BGH zur vergleichbaren Fallgestaltung der Aufrechnung im Anschluss an einen Insolvenzplan angeschlossen. Die Aufrechnung sei – so das Finanzgericht weiter – nicht durch das Aufrechnungsverbot des § 96 Abs. 1 Nr. 1 InsO ausgeschlossen, da im hier entschiedenen Fall der Erstattungsanspruch aus der Umsatzsteuer insolvenzrechtlich bereits vor der Eröffnung des Insolvenzverfahrens begründet gewesen sei, auch wenn er erst zu einem späteren Zeitpunkt festgesetzt worden sei. Der Erstattungsanspruch sei – so das FG Schleswig-Holstein – daher bereits vor seiner Festsetzung erfüllbar gewesen.[7]
- Negative Schufaeinträge, die vor der Insolvenz bestanden, werden (ab Rechtskraft der Restschuldbefreiung) mit einem Erledigungsvermerk versehen und werden erst nach Ablauf von drei Jahren gelöscht. Ebenso erfolgt ein Eintrag des Beschlusses über die Erteilung bzw. Versagung der Restschuldbefreiung. Dieser Eintrag wird nach Ablauf von sechs Monaten gelöscht.[8]
- Stirbt der restschuldbefreite Schuldner, der sich z. B. vor seinem Ableben – nach Erteilung der Restschuldbefreiung – ein neues Vermögen erarbeitet hat, so können seine Erben für seine Altschulden selbstverständlich nicht in Anspruch genommen werden. Der Sinn der Restschuldbefreiung liegt ja gerade in der Möglichkeit, neu anfangen zu können. Dasselbe muss für privatrechtliche Verträge mit Kreditinstituten gelten, die diese etwa mit einer Aussage wie „Wir werden nicht weiter gegen den Schuldner vorgehen“ verbinden. Diese Formulierung bedeutet einen unbefristeten Forderungsverzicht (unbefristeter pactum de non petendo) gegenüber dem Schuldner und damit ggf. seinen Erben.

Gläubiger, deren Forderungen erst nach der Eröffnung des Insolvenzverfahrens entstehen (Neugläubiger), sind von der Restschuldbefreiung nicht betroffen. Dem Schuldner verbleiben somit nicht nur während der Wohlverhaltensphase bewusst eingegangene neue Verbindlichkeiten wie Bank- und Versandhausschulden, sondern auch Unterhaltsrückstände und Steuerrückstände, die in dieser Zeit entstanden sind.

### Ausnahmen für bestimmte Forderungen
Bestimmte Forderungen sind von der Restschuldbefreiung gemäß § 302 InsO ausgenommen. Das betrifft vor allem Forderungen wegen vorsätzlicher Delikte (§§ 823 ff. BGB), etwa Schadensersatz wegen Körperverletzung, aber auch Betrug etc. sowie Geldstrafen und Geldbußen. Die Forderungen müssen unter Hinweis auf den entsprechenden Rechtsgrund und die Tatsachen angemeldet werden. Dies wird in der Praxis häufig vergessen mit der Folge, dass die Restschuldbefreiung auch insoweit erteilt wird. Der Schuldner kann allerdings im Prüfungstermin der Feststellung der Forderung widersprechen. Gemäß § 178 Abs. 1 Satz 2 InsO steht zwar ein Widerspruch des Schuldners im Prüfungstermin der Feststellung zur Tabelle nicht entgegen. Allerdings wird dem Gläubiger dann die ihm durch § 201 InsO grundsätzlich eingeräumte Möglichkeit genommen, nach Ende des Insolvenzverfahrens aus dem Tabellenauszug zu vollstrecken. In einem solchen Fall sollte der Gläubiger bereits im Insolvenzverfahren gegen den Schuldner auf Feststellung der Forderung (als deliktische Forderung) klagen. Diese Möglichkeit wird ihm durch § 184 InsO auch insoweit eingeräumt. Doch sollte der Gläubiger dabei beachten, dass § 182 InsO nicht gilt. Der Streitwert und damit die Prozesskosten bemessen sich nicht nach der Quotenaussicht oder dem Nennwert der Forderung, maßgeblich sind die Vollstreckungsaussichten des Gläubigers nach Beendigung des Insolvenzverfahrens und Erteilung der Restschuldbefreiung. Bei schlechter Aussicht können Abschläge von bis zu 75 % angemessen sein. Eine Feststellungsklage wird trotzdem wirtschaftlich nicht sinnvoll sein, wenn auch nach Ende des Insolvenzverfahrens keine Befriedigung zu erwarten ist.

### Versagung der Restschuldbefreiung
Nach § 290 InsO ist die Restschuldbefreiung zu versagen, wenn dies im Schlusstermin von einem Insolvenzgläubiger beantragt worden ist und wenn
1. der Schuldner wegen einer Straftat nach den §§ 283 – 283c StGB rechtskräftig verurteilt worden ist,
2. der Schuldner in den letzten drei Jahren vor dem Antrag auf Eröffnung des Insolvenzverfahrens oder nach diesem Antrag vorsätzlich oder grob fahrlässig schriftlich unrichtige oder unvollständige Angaben über seine wirtschaftlichen Verhältnisse gemacht hat, um einen Kredit zu erhalten, Leistungen aus öffentlichen Mitteln zu beziehen oder Leistungen an öffentliche Kassen zu vermeiden,
3. in den letzten zehn Jahren vor dem Antrag auf Eröffnung des Insolvenzverfahrens oder nach diesem Antrag dem Schuldner Restschuldbefreiung erteilt oder nach § 296 oder § 297 InsO versagt worden ist (diese Versagung gilt nur Verfahren mit Antragseingang vor dem 1. Juli 2014, allerdings wird bei danach gestellten Anträgen in diesen Fällen der Antrag nach § 287a InsO als unzulässig abgelehnt, wobei seit 1. Oktober 2020 unterschiedliche Fristen für Fälle vorangegangener Restschuldbefreiung bzw. deren Versagung gelten)
4. der Schuldner im letzten Jahr vor dem Antrag auf Eröffnung des Insolvenzverfahrens oder nach diesem Antrag vorsätzlich oder grob fahrlässig die Befriedigung der Insolvenzgläubiger dadurch beeinträchtigt hat, dass er unangemessene Verbindlichkeiten begründet oder Vermögen verschwendet oder ohne Aussicht auf eine Besserung seiner wirtschaftlichen Lage die Eröffnung des Insolvenzverfahrens verzögert hat,
5. der Schuldner während des Insolvenzverfahrens Auskunfts- oder Mitwirkungspflichten nach diesem Gesetz vorsätzlich oder grob fahrlässig verletzt hat oder
6. der Schuldner in den nach § 305 Abs. 1 Nr. 3 InsO vorzulegenden Verzeichnissen seines Vermögens und seines Einkommens, seiner Gläubiger und der gegen ihn gerichteten Forderungen vorsätzlich oder grob fahrlässig unrichtige oder unvollständige Angaben gemacht hat.
7. der Schuldner seine Erwerbsobliegenheiten nach § 287b InsO verletzt und dadurch die Befriedigung der Insolvenzgläubiger beeinträchtigt; dies gilt nicht, wenn den Schuldner kein Verschulden trifft; § 296 Abs. 2 Satz 2 und 3 InsO gilt entsprechend

Versagungsgründe nach § 290 InsO können nur im Schlusstermin oder bis zur Entscheidung nach § 211 Abs. 1 InsO geltend gemacht werden; für das sich anschließende Restschuldbefreiungsverfahren sind sie bedeutungslos.
Ein weiterer Versagungsgrund ist die Nichtzahlung der Treuhändervergütung nach § 298 InsO. Reicht das jährlich vereinnahmte Guthaben nicht aus, die Mindestvergütung nach § 14 Abs. 3 InsVV zu decken, so ist der Schuldner verpflichtet, die Differenz aus seinem unpfändbaren Vermögen zu begleichen. Sofern die Kosten des Verfahrens für den Verfahrensabschnitt Restschuldbefreiungsverfahren nicht ausdrücklich gestundet wurden, fordert der Treuhänder den Schuldner unter Fristsetzung von mindestens zwei Wochen und der Androhung der Versagung für den Fall der Nichtzahlung zur Entrichtung der Vergütung auf. Kommt der Schuldner dieser Aufforderung nicht nach, so kann der Treuhänder die Versagung der Restschuldbefreiung beantragen.
Da die Quotenaussichten in der Regel äußerst schlecht sind, kümmern sich Gläubiger selten um das weitere Verfahren und stellen keine Versagungsanträge. Insolvenzverwalter/Treuhänder dürfen Gläubiger auf Versagungsgründe hinweisen. Diese dürfen auch die Berichte des Verwalters/Treuhänders einsehen und die Anträge darauf stützen. Manche Forderung könnte auf diese Weise zur weitaus höheren Befriedigung gelangen.
Gegen Ende der sechsjährigen Laufzeit der Abtretungserklärung sind die Verfahrensbeteiligten nach § 300 InsO nochmals zum Antrag des Schuldners auf Restschuldbefreiung zu hören. Der vom Gericht zu diesem Zweck anberaumte Termin, welcher auch im schriftlichen Verfahren abgehalten werden kann, stellt eine letzte Möglichkeit für Gläubiger dar, einen Versagungsantrag zu stellen. Werden keine Anträge gestellt, spricht das Gericht die Restschuldbefreiung aus.
Auch nach Rechtskraft der Entscheidung über die Erteilung der Restschuldbefreiung muss der Schuldner unter Umständen für grob unredliches Verhalten in der Wohlverhaltenszeit einstehen. Das Insolvenzgericht hat die Erteilung der Restschuldbefreiung auf Antrag eines Insolvenzgläubigers zu widerrufen, wenn sich nachträglich herausstellt, dass der Schuldner eine seiner Obliegenheiten vorsätzlich verletzt und dadurch die Befriedigung der Insolvenzgläubiger erheblich beeinträchtigt hat (§ 303 Abs. 1 InsO).
Der Antrag des Gläubigers ist nur zulässig, wenn er innerhalb eines Jahres nach Rechtskraft der Entscheidung über die Erteilung der Restschuldbefreiung gestellt wird. Gleichzeitig ist glaubhaft zu machen, dass die genannten Voraussetzungen des Widerrufs vorliegen und der antragstellende Gläubiger bis zur Rechtskraft des Schuldenerlasses keine Kenntnis von ihnen hatte (§ 303 Abs. 2 InsO).
Die Entscheidung über den Widerruf ergeht nach Anhörung des Schuldners und des Treuhänders.

## Schweden
Die Restschuldbefreiung wurde in Schweden 2006 eingeführt. Früher mussten Personen mit großen Schulden die ganze Restlebenszeit darauf bezahlen. Das hatte den Effekt, dass diese Personen oft nicht arbeiten wollten oder ins Ausland abwanderten.
Das schwedische Restschuldbefreiungsgesetz besagt, dass eine Person, die ihre Schulden unmöglich bezahlen kann, einen Plan bekommen kann. Die Person muss während eines Zeitraums von fünf Jahren so viel wie möglich bezahlen und wird dann von der Restschuld befreit.

## England
Das Insolvenzverfahren in England ist grundlegend anders strukturiert und bietet unter anderem Schuldnern aus Deutschland die Möglichkeit, sich innerhalb von 18 Monaten komplett zu entschulden.

## Österreich
Mit der Einführung des Privatkonkurses 1995 in Österreich wurde auch die Restschuldbefreiung und damit das Erlöschen der restlichen Schulden nach erfolgreicher Abwicklung des „Schuldenregulierungsverfahrens“ gesetzlich verankert. Der Privatkonkurs gibt redlichen und motivierten Schuldnern die realistische Chance auf einen wirtschaftlichen Neubeginn. Zu den Voraussetzungen zählen die tatsächliche Zahlungsunfähigkeit und die Verpflichtung, keine neuen Schulden zu machen. In der Zeit der Rückzahlung soll nur eine „bescheidene, aber menschenwürdige“ Lebensführung möglich sein. Im Gegenzug stoppen die Exekutionen und der Zinsenlauf. Die Schuldner sind bei Einhaltung der vereinbarten Zahlungen und Erfüllung gesetzlicher Kriterien wieder schuldenfrei. Gläubiger erhalten einen Teil ihrer Forderungen zurück.